# Пина (приток Восточной Лицы)
Пина (устар. Пинъявр-йок, устар. Янъявр-йок) — река в России, протекает по Мурманской области. Устье реки находится в 43 км по правому берегу реки Восточная Лица. Длина реки составляет 63 км, площадь водосборного бассейна 631 км².
Берёт начало из озера Василий-Ты на высоте 234,5 м. Протекает через Пинозеро и Ленозеро. На реке множество порогов.

## Данные водного реестра
По данным государственного водного реестра России относится к Баренцево-Беломорскому бассейновому округу, водохозяйственный участок реки — реки бассейна Баренцева моря от восточной границы бассейна реки Воронья до западной границы бассейна реки Иоканга (мыс Святой Нос), речной подбассейн реки — подбассейн отсутствует. Речной бассейн реки — бассейны рек Кольского полуострова, впадает в Баренцево море.
По данным геоинформационной системы водохозяйственного районирования территории РФ, подготовленной Федеральным агентством водных ресурсов:
- Код водного объекта в государственном водном реестре — 02010000912101000004627
- Код по гидрологической изученности (ГИ) — 101000462
- Код бассейна — 02.01.00.009
- Номер тома по ГИ — 01
- Выпуск по ГИ — 0